# Lynn Weik
Lynn Weik (* 19. Juni 1967) ist eine ehemalige US-amerikanische Geherin.
1987 wurde sie bei den Panamerikanischen Spielen in Indianapolis Vierte im 10.000-Meter-Gehen und kam bei den Leichtathletik-Weltmeisterschaften in Rom auf den 15. Platz im 10-km-Gehen.
1991 wurde sie bei den Panamerikanischen Spielen in Havanna erneut Vierte im 10.000-Meter-Gehen und belegte bei den Leichtathletik-Weltmeisterschaften in Tokio Rang 25 im 10-km-Gehen.
Ihre persönliche Bestzeit im 10-km-Gehen von 45:38 min stellte sie am 29. März 1992 in Washington auf.